# Campanula latifolia
Espèce
Classification APG III (2009)
La campanule à larges feuilles (Campanula latifolia) est une plante herbacée du genre des Campanules et de la famille des Campanulacées.

## Description
Cette campanule a un port dressé. Elle peut mesurer jusqu'à 1,20 m de haut, et 60 cm de large.
Les feuilles sont basales, ovales à oblongues, de 7 à 12 cm de long. Elles sont dentées.
Les fleurs sont bleues, solitaires, et réunies par 2 ou 3. Elles font entre 4 et 6 cm de long, divisées jusqu'au tiers, en clochettes tubulées.
Les capsules sont penchées et s'ouvrent à la base. 